# Vasile Pavelcu
Vasile Pavelcu (n. 4 august 1900, Costuleni, Imperiul Rus, azi Republica Moldova – d. 21 februarie 1991, Iași) a fost un psiholog român, membru titular (din 1974) al Academiei 
Române.
După școala primară și liceul urmate la Chișinău și studiile universitare de matematică la Kiev era nevoit datorită schimbărilor sociale din 1918 să se refugieze în România inscriindu-se la Facultatea de Filosofie a Universității din Iași.

## Carieră universitară
Și-a susținut doctoratul la Iași în 1936 cu teza Limitele afectivității.
În anul 1928 a fost numit asistent la Catedra de Pedagogie a Universității din Iași, tot în același timp și ca profesor de psihologie. În 1942 a obținut postul de conferențiar, apoi prin concurs în 1943 devine profesor titular de psihologie. A fost decan al Facultății de Litere și Filosofie, decan al Facultății de Psihologie și șeful catedrei de Psihologie până la pensionare.

## Opere
- Cunoașterea de sine și cunoașterea personalității, 1982
- Principii de docimologie, 1968

## Distincții
- titlul de Profesor universitar emerit al Republicii Socialiste România (26 iunie 1969) „în semn de prețuire a personalului didactic pentru activitatea meritorie în domeniul instruirii și educării elevilor și studenților și a contribuției aduse la dezvoltarea învățămîntului și culturii din patria noastră”[2]